# Alain Chartier

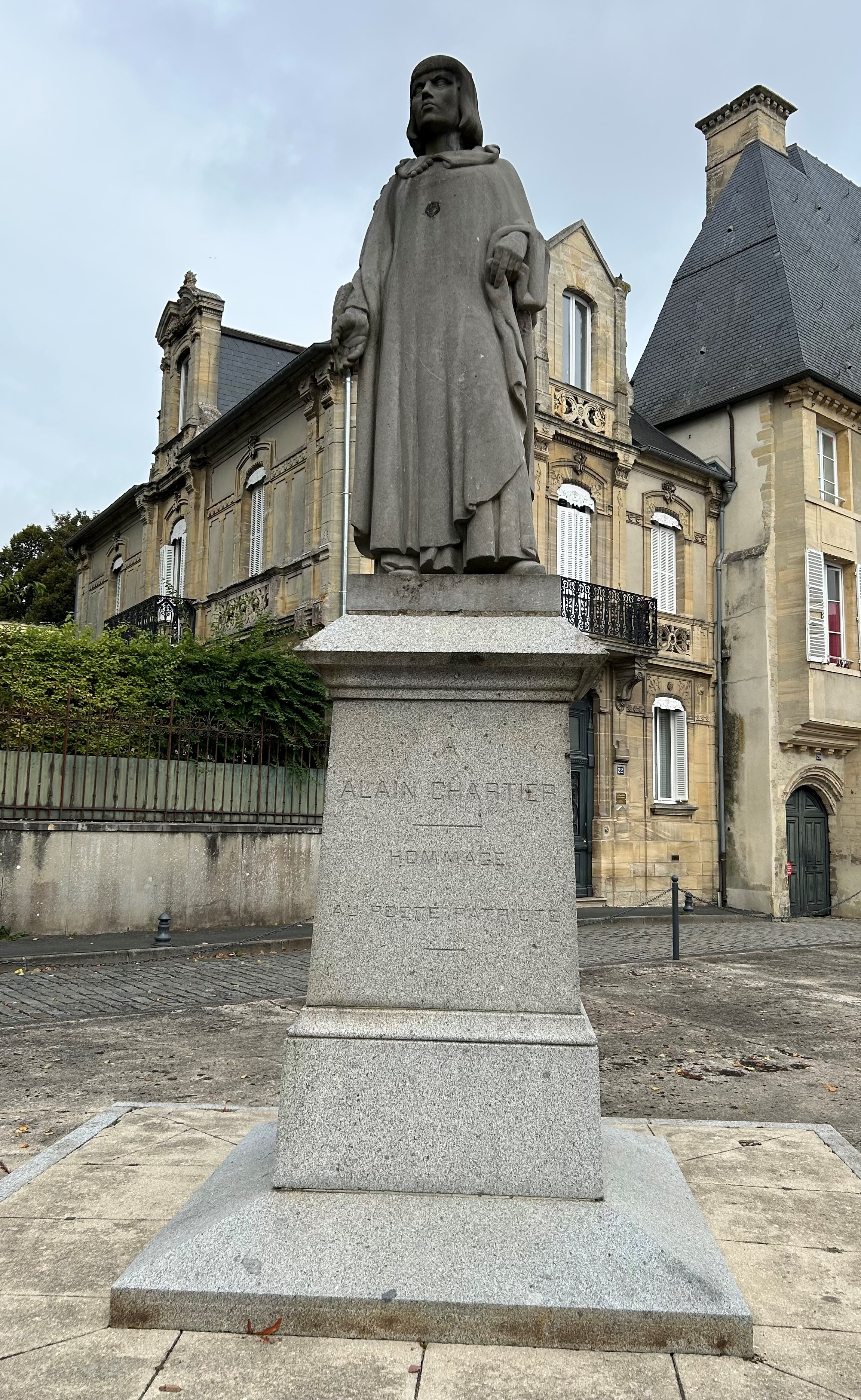
Denkmal von Alain Chartier in Bayeux

Alain Chartier (* um 1385 in Bayeux; † zwischen 1430 und 1446 in Avignon) war ein französischer Diplomat und bedeutender Autor.

## Leben und Schaffen
Chartier (der in Literaturgeschichten und Lexika häufig unter „Alain“ geführt wird) stammte aus einer bürgerlichen Familie in der normannischen Bischofsstadt Bayeux. Wie sein ältester Bruder Guillaume, der später Bischof von Paris wurde, und sein älterer Bruder Thomas, der königlicher Notar wurde, studierte er in Paris. Spätestens um 1415 stand auch er in Beziehung zum Hof als Sekretär des Dauphins, des späteren Königs Karl VII. Diesem diente er praktisch sein ganzes Leben lang und reiste des Öfteren als kompetenter Unterhändler in diplomatischen Missionen für ihn zu europäischen Fürsten. Zum Dank bekam er von ihm mehrere Domherrenpfründen (die kumulierbar waren) verschafft. Er starb auf einer diplomatischen Reise in Avignon. Seine Existenz war überschattet von der schlimmsten Phase des Hundertjährigen Krieges zwischen den Kronen Englands und Frankreichs sowie dem darin eingebetteten innerfranzösischen Bürgerkrieg zwischen Bourguignons und Armagnacs.
Chartier begann als Lyriker und verfasste sein ganzes Leben hindurch zahlreiche Balladen, Rondeaus, Virelais usw. Der Grundton der meisten seiner Gedichte ist melancholisch. Seine Lyrik wurde von den Zeitgenossen als vorbildhaft betrachtet.

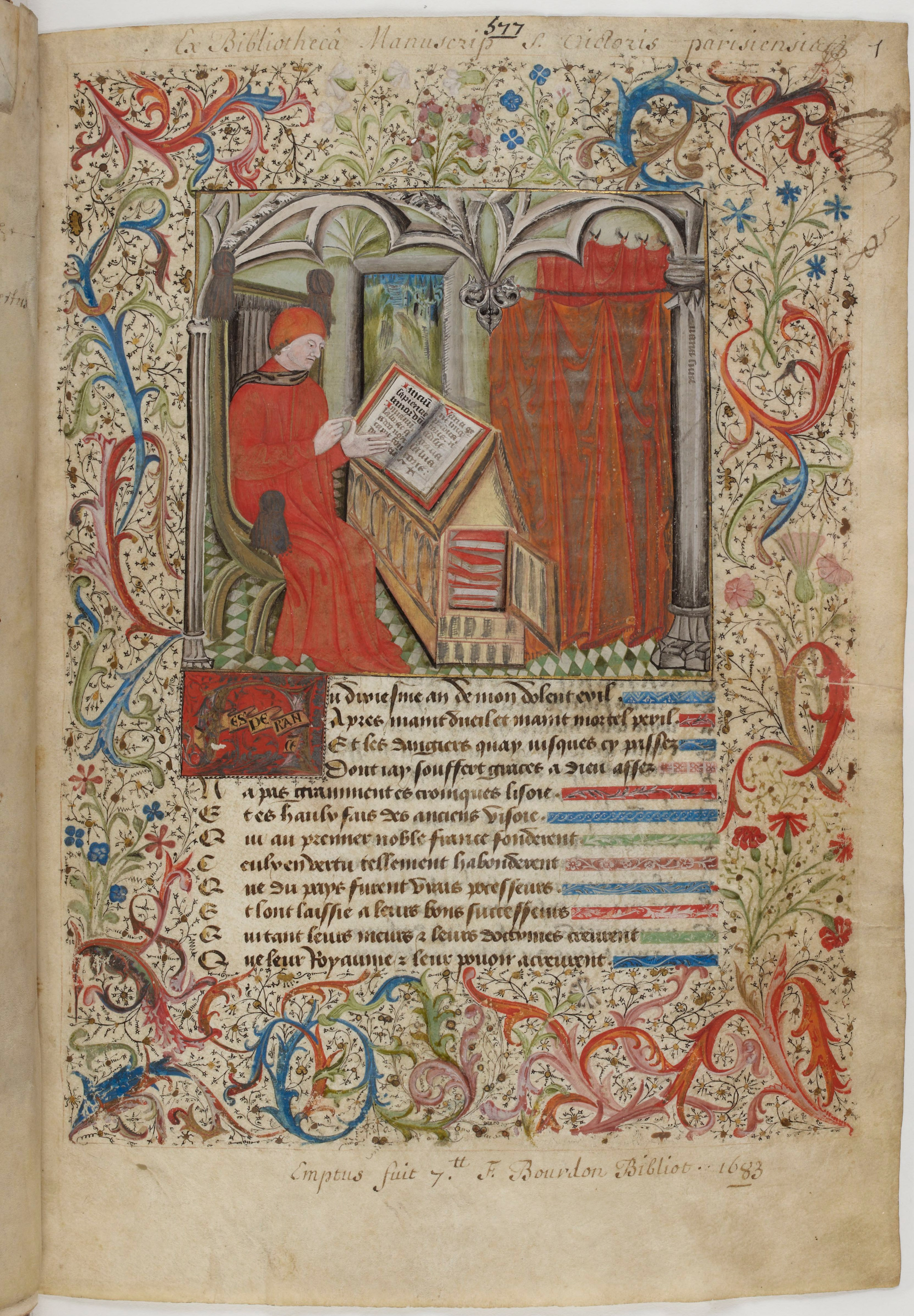
Alain Chartier

Sein erstes längeres Werk war 1416 die Verserzählung Le Livre des quatre dames, die er unter dem Schock der Niederlage eines weit überlegenen französischen Ritterheeres gegen die diszipliniert kämpfenden englischen Bogenschützen in der Schlacht von Azincourt (1415) schrieb. Hierin berichtet ein Ich-Erzähler von vier Damen, die ihn zu entscheiden bitten, wer die Unglücklichste von ihnen sei: diejenige, deren Freund in der Schlacht gefallen ist, die, deren Freund seitdem vermisst wird, die, deren Freund dort in Gefangenschaft geraten ist, oder schließlich die, deren Freund sich durch feige Flucht gerettet hat.
1418 flüchtete Chartier mit dem Dauphin und dessen Gefolge vor den Bourguignons aus Paris nach Bourges. Dort schrieb er 1422 in Reaktion auf die wirren Verhältnisse, die nach dem Tod des geistesgestörten Karl VI. ausgebrochen waren, das Quadrilogue invectif, ein Vierergespräch zwischen den allegorischen Figuren le Clergé (=der kath. Klerus), la Chevalerie (=der Adel), le Peuple (=das Volk) und Dame France. Hierin rügt „Frau Frankreich“ die drei Anderen, d. h. die Franzosen insgesamt, wegen ihrer Uneinigkeit und mahnt sie zur Unterstützung ihres rechtmäßigen neuen Königs, Karl VII. Dieser nämlich hatte einen Gegenkönig in Gestalt seines Neffen, eines Sohnes seiner Schwester Katharina und Heinrichs VI. von England, der von Paris aus und mit Hilfe englischer Truppen den Norden und Westen Frankreichs beherrschte.
In die Literaturgeschichte eingegangen ist Chartier vor allem als Verfasser der Verserzählung La belle dame sans merci (=die gnadenlose schöne Dame, 1424), die er offenbar zur Zerstreuung des Hofes von Karl VII. verfasste, der zu dieser Zeit untätig in Bourges verharrte und kaum etwas tat, um seine Königsrechte durchzusetzen. Die 100 aus acht Achtsilbern bestehenden Strophen („huitains“) der Belle dame sans merci enthalten eine kleine Rahmenhandlung um einen mit dem Autor identisch vorgestellten Ich-Erzähler, in die ein langer, angeblich von ihm belauschter Dialog zwischen einem Liebenden und seiner Dame eingebettet ist. Offensichtlich gelang Chartier mit diesen beiden Figuren eine exemplarische Gestaltung des Typs der spröden, sich verweigernden Frau, der „gnadenlosen Schönen“, sowie vor allem des schmachtenden Liebhabers, d. h. des abgewiesenen, sich aber nicht lösen könnenden und sich in seinem Unglück verzehrenden Liebenden, wobei dieser sich hier naiv auf die Ideale und Regeln der höfischen Liebe beruft, während jene ihm ironisch-distanziert gegenübersteht. Chartiers Werk war enorm erfolgreich und wurde in den nachfolgenden Jahrzehnten unendlich oft von anderen Autoren zitiert, plagiiert, pastichiert und parodiert; noch um 1540 wurde es von Margarete von Navarra in ihren Erzählungen als bekannt vorausgesetzt.
Auf die wirre politische Situation in Frankreich reagierte Chartier einmal mehr mit dem Lai de Paix (=Friedensgedicht), in dem er 1426 die französischen Fürsten zum Frieden und zur Einigung unter seinem Herrn Karl VII. aufruft.
1429 machte er sich mit einer Lettre sur Jeanne zur Fürsprecherin von Jeanne d’Arc, der Jungfrau von Orléans, die den untätigen Karl VII. aufgerüttelt hatte und ihm im selben Jahr mit Siegen über die Truppen Heinrichs VI. die symbolisch wichtige Krönung in der Kathedrale von Reims ermöglichen sollte.